# 科斯氏魮
科斯氏魮（学名：Luciobarbus kosswigi）为輻鰭魚綱鯉形目鲤科的其中一種。分布於亞洲土耳其，棲息在中底層水域。